# Gian Paolo Montali
Gian Paolo Montali (né le 18 janvier 1960 à Parme en Italie) est un entraîneur italien de volley-ball.

## Biographie

### Football
De 2005 à 2009, il fut notamment conseiller d'administration du club de football piémontais de la Juventus.
En octobre 2009, alors qu'il était annoncé dans la dirigence du SSC Napoli, l'AS Roma, le 26 octobre, finit par trouver un accord avec Montali. En février 2011, à la suite du rachat du club par Thomas DiBenedetto, Gianpaolo Montali est nommé directeur général du club giallorosso, avant de quitter le club le 1er juillet de la même année.

## Carrière

### Clubs
| Club           | Pays   | De        | À         |
| Parme          | Italie | 1986-1987 | 1989-1990 |
| Schio          | Italie | 1990-1991 | 1990-1991 |
| Sisley Trévise | Italie | 1990-1991 | 1995-1996 |
| Olympiakos     | Grèce  | 1996-1997 | 1997-1998 |
| Rome           | Italie | 1998-1999 | 1999-2000 |
| Milan          | Italie | 2000-2001 | 2002-2003 |

### Sélections nationales
| Pays       | De        | À         |
| Grèce (M)  | 1998-1999 | 1998-1999 |
| Italie (M) | 2003-2004 | ...       |

## Palmarès
En club
- Championnat d'Italie : 1990, 1994, 1996, 2000
- Championnat de Grèce : 1998
- Coppa Italia : 1987, 1990, 1993
- Coupe de Grèce : 1998
- Ligue des champions : 1995
- Coupe des Coupes : 1988, 1989, 1990, 1994
- Coupe de la CEV : 1991, 1993, 2000
- Supercoupe d'Europe : 1988, 1989, 1994

En équipe nationale
- Championnat d'Europe : 2005